# Gordon Strachan
O.B.E. Gordon David Strachan (Edimburgo, 9 febbraio 1957) è un dirigente sportivo, allenatore di calcio ed ex calciatore scozzese, di ruolo centrocampista, direttore tecnico del Dundee.
Nella sua carriera Strachan ha giocato per Dundee, Aberdeen, Manchester United, Leeds e Coventry e ha allenato Coventry, Southampton, Celtic e Middlesbrough; ha inoltre militato e allenato la nazionale scozzese.
Durante la sua permanenza nel Leeds, Strachan ha vinto il premio di Footballer of the Year per la stagione 1990-1991; è stato anche nominato Manager of the Year quando allenava il Celtic, mentre nel 2007 è stato inserito nella Hall of Fame del calcio scozzese.

## Biografia
I suoi figli Gavin e Craig sono anch'essi allenatori ed ex calciatori professionisti.

## Carriera

### Giocatore
Strachan ha iniziato la sua carriera da calciatore nel 1970 con il Dundee, squadra in cui ha militato per sette anni. Nel 1977 è stato acquistato dall'Aberdeen, con cui ha vinto due Campionati scozzesi, tre Coppe scozzesi, una Coppa delle Coppe ed una Supercoppa europea.
Nel 1984 si è trasferito agli inglesi del Manchester United, rimanendovi per cinque anni, e nel 1989 al Leeds, con cui ha vinto il Campionato inglese. Si è ufficialmente ritirato nel 1997 dopo due stagioni trascorse al Coventry.

### Allenatore
Dopo il ritiro, Strachan è diventato allenatore del Coventry per sostituire il leggendario Ron Atkinson. Nel 2001 è stato esonerato dopo che la squadra è retrocessa in seconda divisione per la prima volta in trentaquattro anni. Successivamente è stato nominato nuovo allenatore del Southampton, che ha guidato alla finale di FA Cup nel 2003 (persa per 0-1 contro l'Arsenal), e al termine della stagione successiva ha rassegnato le dimissioni.
Dopo un anno sabbatico lontano dai campi, nel 2005 è tornato in patria per allenare il Celtic: a Glasgow ha vinto tre Campionati scozzesi consecutivi, una Coppa scozzese e due Coppe di lega scozzesi, ma si è dimesso nel 2009 dopo aver perso il titolo a vantaggio dei rivali dei Rangers. Nella stagione 2009-2010 ha guidato il Middlesbrough in seconda divisione, ma ha lasciato l'incarico dopo un'annata deludente.
Tra il 2013 e il 2017 ha guidato la nazionale scozzese, ma non è riuscito a qualificarsi né al Campionato europeo 2016 né al Campionato mondiale 2018.

## Statistiche

### Statistiche da allenatore

#### Club
Statistiche aggiornate al 18 dicembre 2023; in grassetto le competizioni vinte.
| Stagione             | Squadra              | Campionato           | Campionato | Campionato | Campionato | Campionato | Coppe nazionali | Coppe nazionali | Coppe nazionali | Coppe nazionali | Coppe nazionali | Coppe continentali | Coppe continentali | Coppe continentali | Coppe continentali | Coppe continentali | Altre coppe | Altre coppe | Altre coppe | Altre coppe | Altre coppe | Totale | Totale | Totale | Totale | % Vittorie | Piazzamento |
| Stagione             | Squadra              | Comp                 | G          | V          | N          | P          | Comp            | G               | V               | N               | P               | Comp               | G                  | V                  | N                  | P                  | Comp        | G           | V           | N           | P           | G      | V      | N      | P      | %          | Piazzamento |
| -------------------- | -------------------- | -------------------- | ---------- | ---------- | ---------- | ---------- | --------------- | --------------- | --------------- | --------------- | --------------- | ------------------ | ------------------ | ------------------ | ------------------ | ------------------ | ----------- | ----------- | ----------- | ----------- | ----------- | ------ | ------ | ------ | ------ | ---------- | ----------- |
| nov. 1996-1997       | Coventry City        | PL                   | 26         | 8          | 8          | 10         | FACup+CdL       | 4+1             | 2+0             | 1+0             | 1+1             | -                  | -                  | -                  | -                  | -                  | -           | -           | -           | -           | -           | 31     | 10     | 9      | 12     | 32,26      | Sub. 17º    |
| 1997-1998            | Coventry City        | PL                   | 38         | 12         | 16         | 10         | FACup+CdL       | 5+4             | 3+2             | 2+0             | 0+2             | -                  | -                  | -                  | -                  | -                  | -           | -           | -           | -           | -           | 47     | 17     | 18     | 12     | 36,17      | 11º         |
| 1998-1999            | Coventry City        | PL                   | 38         | 11         | 9          | 18         | FACup+CdL       | 3+3             | 2+2             | 0+0             | 1+1             | -                  | -                  | -                  | -                  | -                  | -           | -           | -           | -           | -           | 44     | 15     | 9      | 20     | 34,09      | 15º         |
| 1999-2000            | Coventry City        | PL                   | 38         | 12         | 8          | 18         | FACup+CdL       | 3+2             | 2+1             | 0+0             | 1+1             | -                  | -                  | -                  | -                  | -                  | -           | -           | -           | -           | -           | 43     | 15     | 8      | 20     | 34,88      | 14º         |
| 2000-2001            | Coventry City        | PL                   | 38         | 8          | 10         | 20         | FACup+CdL       | 2+4             | 1+3             | 0+0             | 1+1             | -                  | -                  | -                  | -                  | -                  | -           | -           | -           | -           | -           | 44     | 12     | 10     | 22     | 27,27      | 19º (retr.) |
| ago.-set. 2001       | Coventry City        | FD                   | 5          | 1          | 1          | 3          | FACup+CdL       | -               | -               | -               | -               | -                  | -                  | -                  | -                  | -                  | -           | -           | -           | -           | -           | 5      | 1      | 1      | 3      | 20,00      | Eson.       |
| Totale Coventry City | Totale Coventry City | Totale Coventry City | 183        | 52         | 52         | 79         |                 | 31              | 18              | 3               | 10              |                    | -                  | -                  | -                  | -                  |             | -           | -           | -           | -           | 224    | 70     | 55     | 89     | 31,25      |             |
| ott. 2001-2002       | Southampton          | PL                   | 30         | 10         | 9          | 11         | FACup+CdL       | 1+1             | 0+0             | 0+0             | 1+1             | -                  | -                  | -                  | -                  | -                  | -           | -           | -           | -           | -           | 32     | 10     | 9      | 13     | 31,25      | Sub. 11º    |
| 2002-2003            | Southampton          | PL                   | 38         | 13         | 13         | 12         | FACup+CdL       | 7+2             | 5+1             | 1+0             | 1+1             | -                  | -                  | -                  | -                  | -                  | -           | -           | -           | -           | -           | 47     | 19     | 14     | 14     | 40,43      | 8º          |
| 2003-feb. 2004       | Southampton          | PL                   | 25         | 8          | 7          | 10         | FACup+CdL       | 1+3             | 0+2             | 0+0             | 1+1             | CU                 | 2                  | 0                  | 1                  | 1                  | -           | -           | -           | -           | -           | 31     | 10     | 8      | 13     | 32,26      | Dimis.      |
| Totale Southampton   | Totale Southampton   | Totale Southampton   | 93         | 31         | 29         | 33         |                 | 15              | 8               | 1               | 6               |                    | 2                  | 0                  | 1                  | 1                  |             | -           | -           | -           | -           | 110    | 39     | 31     | 40     | 35,45      |             |
| 2005-2006            | Celtic               | SPL                  | 38         | 28         | 7          | 3          | SC+CdL          | 1+4             | 0+4             | 0+0             | 1+0             | UCL                | 2                  | 1                  | 0                  | 1                  | -           | -           | -           | -           | -           | 45     | 33     | 7      | 5      | 73,33      | 1º          |
| 2006-2007            | Celtic               | SPL                  | 38         | 26         | 6          | 6          | SC+CdL          | 5+2             | 5+1             | 0+1             | 0+0             | UCL                | 8                  | 3                  | 1                  | 4                  | -           | -           | -           | -           | -           | 53     | 35     | 8      | 10     | 66,04      | 1º          |
| 2007-2008            | Celtic               | SPL                  | 38         | 28         | 5          | 5          | SC+CdL          | 4+2             | 2+1             | 1+0             | 1+1             | UCL                | 10                 | 3                  | 2                  | 5                  | -           | -           | -           | -           | -           | 54     | 34     | 8      | 12     | 62,96      | 1º          |
| 2008-2009            | Celtic               | SPL                  | 38         | 24         | 10         | 4          | SC+CdL          | 3+4             | 2+3             | 0+1             | 1+0             | UCL                | 6                  | 1                  | 2                  | 3                  | -           | -           | -           | -           | -           | 51     | 30     | 13     | 8      | 58,82      | 2º          |
| Totale Celtic        | Totale Celtic        | Totale Celtic        | 152        | 106        | 28         | 18         |                 | 25              | 18              | 3               | 4               |                    | 26                 | 8                  | 5                  | 13                 |             | -           | -           | -           | -           | 203    | 132    | 36     | 35     | 65,02      |             |
| ott. 2009-2010       | Middlesbrough        | FLC                  | 32         | 9          | 11         | 12         | FACup+CdL       | 1+0             | 0+0             | 0+0             | 1+0             | -                  | -                  | -                  | -                  | -                  | -           | -           | -           | -           | -           | 33     | 9      | 11     | 13     | 27,27      | Sub. 11º    |
| ago.-ott. 2010       | Middlesbrough        | FLC                  | 11         | 3          | 2          | 6          | FACup+CdL       | 0+2             | 0+1             | 0+0             | 0+1             | -                  | -                  | -                  | -                  | -                  | -           | -           | -           | -           | -           | 13     | 4      | 2      | 7      | 30,77      | Resc. cons. |
| Totale Middlesbrough | Totale Middlesbrough | Totale Middlesbrough | 43         | 12         | 13         | 18         |                 | 3               | 1               | 0               | 2               |                    | -                  | -                  | -                  | -                  |             | -           | -           | -           | -           | 46     | 13     | 13     | 20     | 28,26      |             |
| Totale carriera      | Totale carriera      | Totale carriera      | 471        | 201        | 122        | 148        |                 | 74              | 45              | 7               | 22              |                    | 28                 | 8                  | 6                  | 14                 |             | -           | -           | -           | -           | 573    | 254    | 135    | 184    | 44,33      |             |

## Palmarès

### Giocatore

#### Club

##### Competizioni nazionali
- Campionato scozzese: 2

Aberdeen: 1979-1980, 1983-1984
- Coppa di Scozia: 3

Aberdeen: 1981-1982, 1982-1983, 1983-1984
- Coppa d'Inghilterra: 1

Manchester United: 1984-1985
- Campionato inglese: 1

Leeds United: 1991-1992
- Charity Shield: 1

Leeds: 1992

##### Competizioni internazionali
- Coppa delle Coppe: 1

Aberdeen: 1982-1983
- Supercoppa UEFA: 1

Aberdeen: 1983

#### Individuale
- Capocannoniere della Scottish League Cup: 1

1981-1982 (6 reti)

### Allenatore

#### Club
- Campionato scozzese: 3

Celtic: 2005-2006, 2006-2007, 2007-2008
- Coppa di Lega scozzese: 2

Celtic: 2005-2006, 2008-2009
- Coppa di Scozia: 1

Celtic: 2006-2007